# 贺林
贺林（1953年7月—），男，北京人，中国遗传生物学家，上海交通大学教授，现任上海交通大学Bio-X中心主任，生命技术学院副院长和中国科学院上海生命科学研究院营养科学研究所室主任。

## 生平
1953年出生于北京，1986年于南京铁道医学院（现东南大学医学院）获硕士学位，1991年于英国佩士来大学获理学博士学位，1992年在英国爱丁堡大学医学院完成博士后研究；1995年任教英国MRC爱丁堡人类遗传学研究所（罗斯林研究所）。2005年当选为中国科学院院士。
2007年担任复旦大学生物医学研究院院长。